# Injong av Goryeo
Injong av Goryeo, född 1109, död 1146, var en koreansk monark. Han var kung av Korea mellan 1122 och 1146. 